# حتپ‌سخم‌وی
حتپ‌سِخِم‌وی نام حوروسی نخستین فرعون و بنیان‌گذار دودمان دوم مصر باستان است. وی در تغییرات تاریخ مصر باستان نقش مؤثری داشت. طول دقیق دوران فرمانروایی او نامشخص است؛ فهرست پادشاهان تورین زمانی نادقیق و ناشدنی برابر با ۹۵ را ذکر می‌کند. این در حالی است که تاریخ عنوان شده توسط مانثون برای پادشاهی که او به نام "Boëthôs" می‌خواند، ۳۸ سال است. مصرشناسان هر دو ادعا را برداشت نادرست یا بزرگ‌نمایی می‌دانند و طول تقریبی فرمانروایی او را زمانی برابر با ۲۵ یا ۲۹ سال می‌دانند.

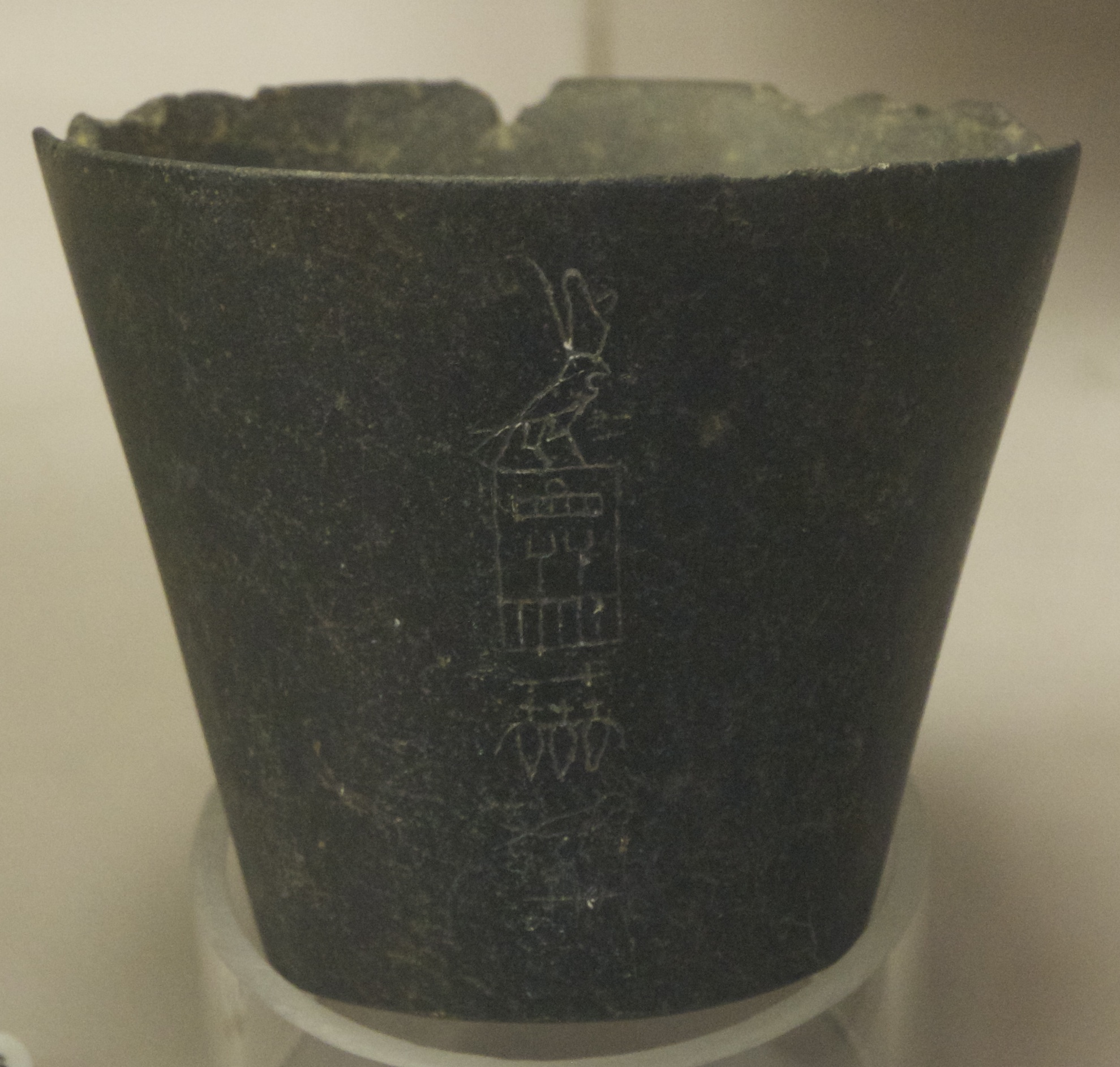
گلدانی که نام هوتپ سخموی بر روی آن حک شده است

## توضیحات اسم
نام حتپ‌سِخِم‌وی (Hotepsekhemwy) توسط باستان شناسان سقاره، جیزه، بداری و ابیدوس از اثرات ظروف سنگی استوانه‌های استخوانی مشخص شده است. در چندین کتیبه ظروف سنگی از حتپ‌سِخِم‌وی به همراه نام جانشین او نب‌رع نام برده شده است.
نام حوروسی حتپ‌سِخِم‌وی مورد توجه خاص مصر شناسان و مورخان است، زیرا ممکن است اشاره به سیاست آشفته آن زمان داشته باشد. کلمه مصری «حُتِپ» به معنای «صلح آمیز» و «خوشحال بودن» است. اگرچه می‌تواند به معنی «سازش» یا «آشتی دادن» هم باشد؛ بنابراین ممکن است نام کامل «حتپ‌سِخِم‌وی» به این صورت خوانده شود «دو قدرت با هم آشتی می‌کنند» که معنای سیاسی قابل توجهی را نشان می‌دهد. از این نظر، «دو قدرت» می‌تواند اشاره ای به مصر علیا و مصر سفلی و همچنین خدایان بزرگ حوروس و ست باشد.

## آرامگاه
مکان آرامگاه حتپ‌سِخِم‌وی ناشناخته است. عده‌ای از مصرشناسان بر این باورند که گور حتپ‌سِخِم‌وی در گالری-مقبره B در زیر گذرگاه خاکسپاری در گورستان اوناس در سقاره است. بسیاری از مهرها و نشان‌های فرعون حتپ‌سِخِم‌وی در این مکان پیدا شده‌اند. با این حال بعضی مصرشناسان دیگر این ادعا را رد می‌کنند و بر این باورند که گالری-مقبره B گور شاه نب‌رع، که بسیاری مهرها و نشان‌های او نیز در این مکان پیدا شده‌اند، است.